# A beszéd (film)
A beszéd, eredeti francia címe Le Discours (nemzetközi forgalmazásban The Speech, 2020-ban bemutatott francia romantikus filmvígjáték, Laurent Tirard rendezésében, Benjamin Lavernhe, Sara Giraudeau és Kyan Khojandi főszereplésével. A film Fabrice Caro („FabCaro”) azonos című, 2018-ban megjelent regénye alapján készült.

## Cselekmény
Adrien és Sonia együtt élnek, Adrien fülig szerelmes a lányba, élete asszonyának érzi. Egy napon Sonia bejelenti, hogy egy kis „szünetre” van szüksége, összepakol és kimegy az ajtón. A magába roskadt fiú mmegpróbálja túlélni a csapást, végigjárja az érzelmi hullámvasutat, elkeseredést, dühöngést, a „miért pont én”-érzést. Büszkesége tiltja, hogy könyörgő üzeneteket küldjön a lány után, de éjjel-nappal azon rágódik, hogyan tudná visszatérésre bírni. Kétségeit, habozását időnként megosztja közvetlenül a nézőkkel is. Eltelt 38 nap, Sonia nem jelentkezik, Adrien megtörik, fortélyosnak gondolt módon küld Sonia telefonjára egy másnak szóló SMS-t, aztán rögtön utána egy korrekciót: „bocs, téves, ez nem neked szól, hogy vagy?” Látja, hogy Sonia megkapta az SMS-t, de nem válaszol rá. Adrien képtelen bármire odafigyelni, az egész világot kizárja gondolataiból, csak arra vár, figyel, kap-e választ. Ebben a kába, sodródó hangulatban megy szüleihez vacsorára. Itt van Adrien nővére, Sophie a vőlegényével, Ludóval, aki állandóan világmegváltó dolgokról magyaráz. Ludo váratlanul felkéri jövendő sógorát, Adrient, hogy esküvőjükön mondjon beszédet. Adrien hiába próbál kibújni, Ludo ragaszkodik hozzá, hogy ez így illő és így helyes.
Ezen az estén Adrien gondolatai csak Sonia körül járnak, és nagyon nehezére esik elviselni a családi együttléttel együtt járó, mindennapos idegesítő mozzanatokat, amelyeket mindenki más megadóan hallgat, udvariasságból senki sem teszi szóvá. Ludo soha véget nem érően okoskodik a klímaváltozásról, tudományos szenzációkról és konteókról, és hasonló, világmegváltó problémákról. Sophie ájult tisztelettel hallgatja okos vőlegényének fejtegetéseit. Adrien apja újra és újra ugyanazt az egy történetet ismételgeti, amely fiatalkori kocsmázásaiból maradt. Anyja csak felületesen figyel a mesélőkre. Sophie sem figyel fivérére, gyerekkoruk óta Adriennek minden születésnapjára egy enciklopédiát ad, a fiú minden polca ezekkel az érdektelen lexikonokkal van tele. Adrien soha egyetlen barátnőjét sem mutatta be szüleinek (Soniát sem). A legkülönfélébb ürügyekkel indokolja hogy miért jön mindig egyedül. Anyja aggódik fia hajlamai miatt, apja elismerően rákacsint: Adrien nyilván tucatnyi barátnőt tart egyszerre.
A végtelen hosszúra nyúló vacsora közben Adrien egyre csak Sonia jelentkezését várja, közben gondolatban felidézi kapcsolatuk fontos állomásait, megismerkedésüket, első randevújukat. Gondolatban lejátssza, hogy egy-egy kritikus helyzet alakulhatott volna másképpen is. Keresi, mikor és mitől kezdett lazulni szoros kapcsolatuk. Rögeszméjévé válik, hogy Sonia már máshoz vonzódik, bizonyos Romain nevű szívdöglesztő gitáros mácsóhoz, aki érzelmes dalaival éket vert kettejük közé. Közben Ludo tovább zaklatja, hogy találjon ki egy jó beszédet az esküvőre. Adrien fél a szerepléstől, különböző forgatókönyveket képzel el, gondolatban lejátssza beszédének változatait, és ezek elképzelt fogadtatását, a félsikertől a katasztrofális botrányig. Lelke mélyéig meg van győződve, hogy nem lesz képes produkálni a sikerhez (szerinte) szükséges retorikai és előadóművészi trükköket.
Vacsora után váratlan meglepetés következik. Anya évek óta ismétlőd, mindig egyforma joghurt-tortája helyett ma Adrien nővére, Sophie saját készítésű körtés-csokoládés süteménye kerül az asztalra. Ludo nyeglén odavet valami sértő megjegyzést „a vakon sütött desszertről”. Az addig szótlanul tűrő Sophie felrobban és kiabálva visszautasítja.  Adrien ekkor kap üzenetet a mobiljára, gyorsan áradozni kezd a sütemény finomságáról, amíg Ludo is kapcsol, és ő is megdicséri menyasszonya süteményét, a hangulat megnyugszik. Adrien végre megnézheti az üzenetet, amely valóban Soniától jött: „És te hogy vagy?”
A film záró jelenete Sophie és Ludo esküvője. Adrien megtalálta a megfelelő szavakat, sértés nélkül is képes rámutatni szüleinek és sógorának megrögzött, idegesítő szokásaira. A finom baráti szurkálást az érintettek nagy nevetéssel fogadják. Adrien elmondja, hogy azon az estén Sonia oly nehezen várt üzenete „ezer évre szóló reményt” adott neki. A meghívott vendégek között ül Sonia is, kapcsolatukat tehát sikerült helyrehozni.

## Szereposztás

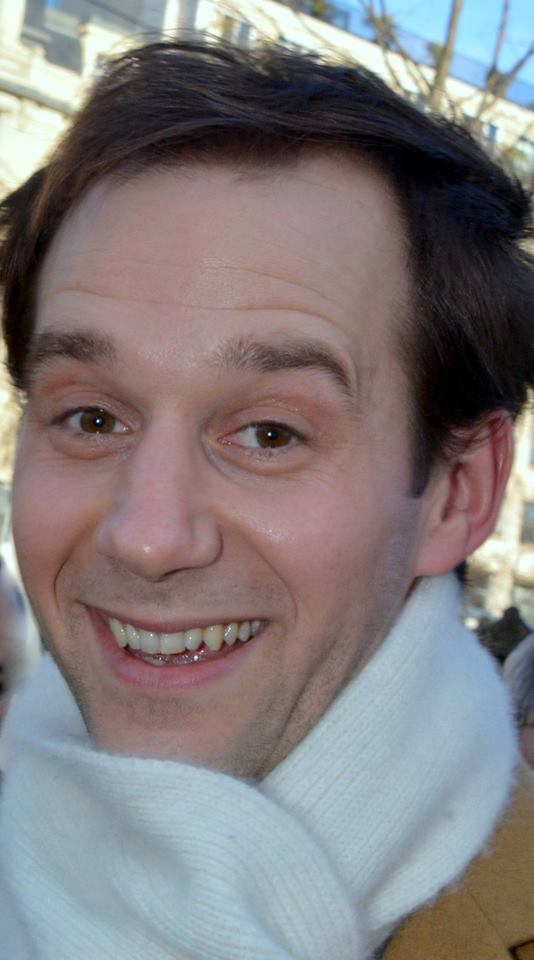
Benjamin Lavernhe (2018)

| Szerep                  | Színész             | Magyar hangja (1. szinkron, 2020) |
| ----------------------- | ------------------- | --------------------------------- |
| Adrien                  | Benjamin Lavernhe   | Seder Gábor                       |
| Sonia, Adrien barátnője | Sara Giraudeau      | Andrádi Zsanett                   |
| Sophie, Adrien nővére   | Julia Piaton        | Németh Kriszta                    |
| Ludo, Sophie vőlegénye  | Kyan Khojandi       | Karácsonyi Zoltán                 |
| Adrien anyja            | Guilaine Londez     | Makay Andrea                      |
| Adrien apja             | François Morel      | Háda János                        |
| Isabelle                | Marilou Aussilloux  | Pekár Adrienn                     |
| Karine                  | Sarah Suco          | Mezei Kitty                       |
| Solène                  | Adeline d’Hermy     | Illésy Éva                        |
| Sébastien               | Sébastien Chassagne | Bor László                        |
| Romain                  | Sébastien Pouderoux | Czupi Áron                        |
| Solène hapsija          | Christophe Montenez | Penke Bence                       |
| Justin                  | Niels Tolila        | N/A                               |
| Justin anyja            | Fabienne Galula     | N/A                               |
| Orvos                   | Laurent Bateau      | N/A                               |
| Technikatanár           | Jean-Michel Lahmi   | N/A                               |
| Püspök                  | Théo Lepage-Caron   | N/A                               |

## Fesztiválbemutatók
- 2020-as cannes-i fesztivál, hivatalos válogatás.[4]
- Alpe d’Huez-i nemzetközi filmfesztivál, 2021, hivatalos válogatás.[5]